# Флинн, Кори
Кори Роберт Флинн (англ. Corey Robert Flynn, родился 5 января 1981 в Инверкаргилле) — новозеландский регбист, игравший на позиции хукера; тренер.

## Карьера

### Клубная
Регби занялся, будучи учеником средней мужской школы Саутленда (англ. Southland Boys' High School). Выступал за команду провинции Саутленд, в 2003 году переехал в провинцию Кентербери. В Супер Регби выступал до 2014 года за команду «Крусейдерс», затем провёл два сезона за «Тулузу». 29 февраля 2016 года объявил о своём переходе по окончании сезона в команду «Глазго Уорриорз», заявив, что хочет играть в одном клубе со своим знакомым, шотландским фулл-бэклм Шоном Мэйтледом. Контракт с клубом закончился 26 мая 2017 года.

### В сборной
Кори попал в сборную на чемпионате мира 2003 года, дебютировав в матче против сборной Канады. Параллельно он играл и за молодёжную сборную, и за сборную новозеландских маори. 31 мая 2006 Кори был назначен капитаном молодёжной сборной после отказа Ройбена Торна от капитанской повязки. В 2011 году Флинну покорился домашний чемпионат мира. Всего в 15 играх Кори набрал 15 очков.

## Личная жизнь
Кори родом из семьи регбистов: его отец и двое дядей (Робби и Аарон Флинны) — профессиональные игроки в регби. Робби выступал за сборную США, Аарон выступал за команду «Крусейдерс» с 1998 по 2002 годы.